# Ismael Rodríguez (Regisseur)

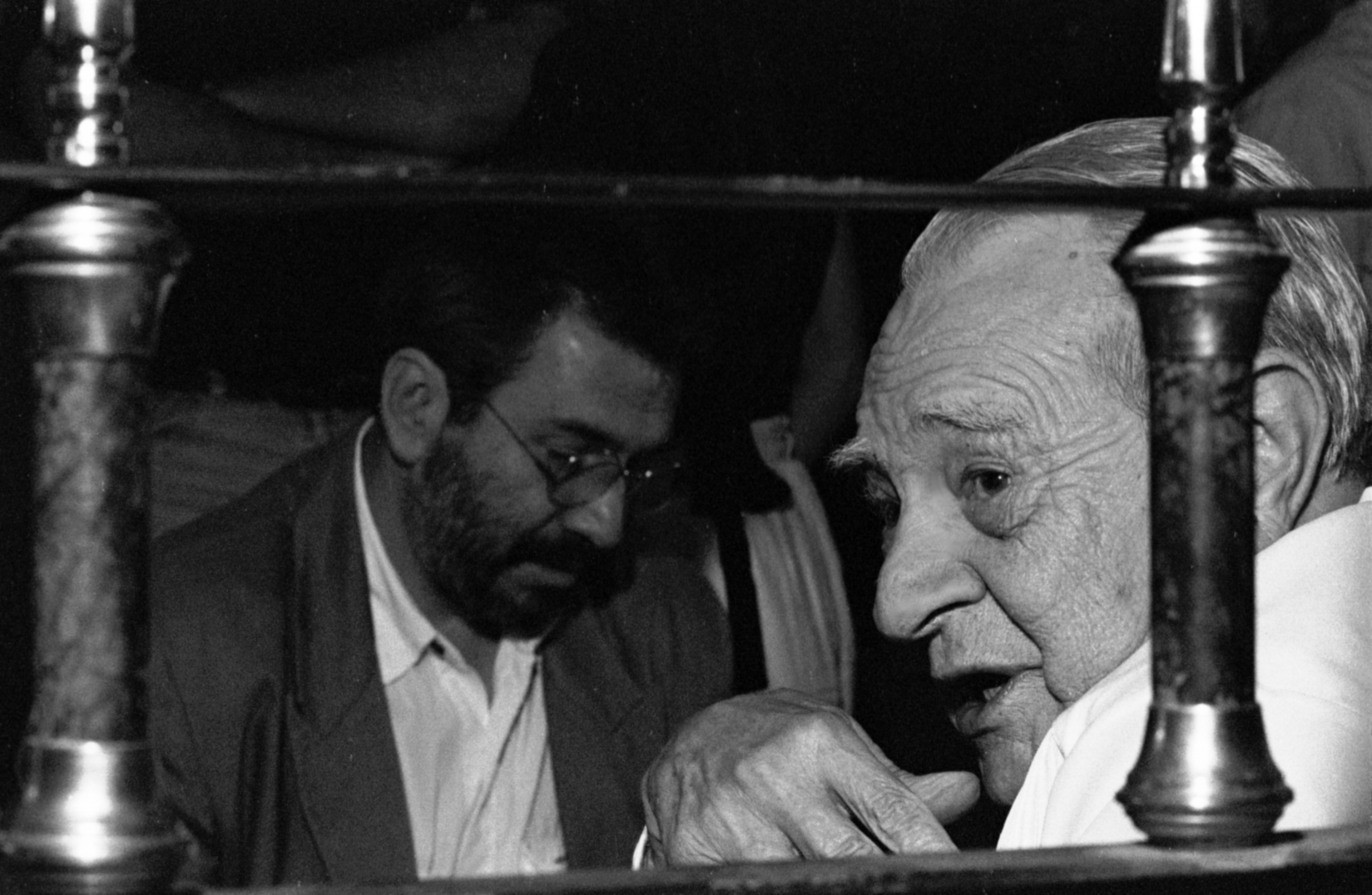
Ismael Rodríguez (re.)

Ismael Rodríguez Ruelas (* 19. Oktober 1917 in Mexiko-Stadt; † 7. August 2004 ebenda) war ein mexikanischer Filmregisseur, Drehbuchautor und Filmproduzent.

## Leben
Rodríguez kam in Mexiko-Stadt zur Welt und zog mit seinen Eltern und seinen Geschwistern 1926 nach Los Angeles, kehrte jedoch bereits 1931 nach Mexiko zurück. Im selben Jahr trat Rodríguez als Kleindarsteller im Spielfilm Santa auf und übernahm auch in den Folgejahren kleinere Rollen beim Film. Sein Hauptinteresse lag jedoch zunächst beim Ton, hatten seine beiden älteren Brüder Joselito und Roberto doch schon seit geraumer Zeit an einem eigenen Tonsystem für den Film experimentiert. Mit beiden gründete Rodríguez die Produktionsfirma Películas Rodríguez und drehte schließlich seinen ersten Film ¡Qué lindo es Michoacán!, der 1943 erschien. Es folgten über 60 Filme als Regisseur, die Rodríguez zu „einem der bedeutendsten Filmemacher des Goldenen Zeitalters des mexikanischen Films, in den 1940er- und 1950er-Jahren“ werden ließen.
Prägend für Rodríguez wurde seine langjährige Zusammenarbeit mit dem Star des mexikanischen Films, Pedro Infante. Ein Höhepunkt wurde dabei die „Filmtrilogie für die Arbeiterklasse“, Nosotros, los pobres (1948), Ustedes, los ricos (1948) und Pepe El Toro (1953), in denen Infante die Rolle des Zimmermanns Pepe El Toro übernahm. Zu Rodríguez’ wichtigsten Filmen zählt zudem Tizoc um den gleichnamigen Aktekenherrscher. Es wurde die letzte Zusammenarbeit von Rodríguez und Pedro Infante, der 1957 bei einem Flugzeugabsturz ums Leben kam. Tizoc lief 1957 auf den Internationalen Filmfestspielen Berlin im Wettbewerb um den Goldenen Bären, gewann den Silbernen Bären für den besten Darsteller (postum an Infante) und erhielt 1958 einen Golden Globe Award in der Kategorie Bester fremdsprachiger Film. Auch Rodríguez nächster Film Sturm über Mexiko war international erfolgreich, so erhielt er eine Einladung zu den Internationalen Filmfestspielen von Cannes 1959, wo er im Wettbewerb um die Goldene Palme lief.
Mehrfach arbeitete Rodríguez auch mit Pedro Armendáriz zusammen, so besetzte er ihn als Pancho Villa in den Filmen Así era Pancho Villa (1957), Teufelsgeneral Pancho Villa (1960) und Pancho Villa – Sieg und Verrat (1960). Rodríguez’ Film Ánimas Trujano (El hombre importante) nach dem Roman La mayordomía von Rogelio Barriga Rivas wurde als mexikanischer Beitrag 1962 für einen Oscar als „Bester fremdsprachiger Film“ sowie für einen Golden Globe als „Bester fremdsprachiger Film“ (Samuel Goldwyn Award) nominiert.
Rodríguez, der bis ins hohe Alter beim Film tätig war, führte bei den meisten seiner Filme nicht nur Regie, sondern schrieb auch das Drehbuch. Einen Teil der Filme realisierte er mit seiner Produktionsfirma Películas Rodríguez. Er wurde 1992 mit dem Ehrenfilmpreis Ariel de Oro für seine Verdienste um den mexikanischen Film geehrt und erhielt 2002 die Salvador-Toscano-Medaille der Cineteca Nacional für sein Lebenswerk.

## Filmografie (Auswahl)
Filme als Regisseur:
- 1943: ¡Qué lindo es Michoacán!
- 1948: Los tres huastecos
- 1948: Nosotros, los pobres
- 1948: Ustedes, los ricos
- 1950: Sobre las olas
- 1953: Pepe El Toro
- 1956: Der Fluch vom Monte Bravo (The Beast of Hollow Mountain)
- 1956: Daniel Boone (Daniel Boone, Trail Blazer)
- 1957: Tizoc
- 1957: Así era Pancho Villa
- 1959: Sturm über Mexiko (La cucaracha)
- 1960: Teufelsgeneral Pancho Villa (Pancho Villa y la Valentina)
- 1960: Pancho Villa – Sieg und Verrat (Cuando ¡Viva Villa..! es la muerte)
- 1961: Los hermanos Del Hierro
- 1962: Ánimas Trujano (El hombre importante)
- 1968: Autopsia de un fantasma
- 1970: Faltas a la moral
- 1977: Somos del otro Laredo
- 1986: ¡Yerba sangrienta!
- 1989: Dos tipas de cuidado
- 1997: Reclusorio
- 1999: Reclusorio III

## Auszeichnungen
- 1948: Nominierung Premio Ariel, Bestes Originaldrehbuch, für Los tres García
- 1949: Nominierungen Premio Ariel, Bestes Drehbuch, Bestes Originaldrehbuch und Beste Regie, für Los tres huastecos
- 1950: Nominierung Goldener Löwe, Internationale Filmfestspiele von Venedig, für Sobre las olas
- 1954: Nominierung Premio Ariel, Beste Regie, für Pepe El Toro
- 1955: Nominierung Premio Ariel, Bestes Originaldrehbuch, für Maldita ciudad (un drama cómico)
- 1958: Premio Ariel für den besten Film für Tizoc
- 1961: Golden Gate Award, San Francisco International Film Festival, für Ánimas Trujano (El hombre importante)
- 1963: Nominierung Golden Globe, Beste Regie, für Los hermanos Del Hierro
- 1992: Ariel de Oro für sein Lebenswerk
- 2002: Salvador-Toscano-Medaille der Cineteca Nacional für sein Lebenswerk